# 坎达丝·帕克
坎达丝·妮科尔·帕克（英語：Candace Nicole Parker，1986年4月19日—），美国职业篮球运动员，现效力于WNBA的洛杉矶火花队。她在2008年WNBA选秀中成为选秀状元。

## 家庭
哥哥安东尼·帕克是前NBA球员。